# William Darton Kekwick
William Darton Kekwick, né le 3 décembre 1822 à East Ham (Essex) et mort le 16 octobre 1872 à Beltana (en), est un explorateur britannique.

## Biographie
Il arrive en Nouvelle-Galles du Sud en 1840 et prend part comme commandant en second  de 1859 à 1862 aux expéditions avec John McDouall Stuart dans le centre australien. Devenu prospecteur dans les mines d'or d'Echunga (en) (1871), il accompagne William C. Gosse comme botaniste dans une expédition mais malade meurt peu après l'arrivée à Beltana. Il est inhumé à Blinman (en). Sa tombe est encore visible. 
Jules Verne le mentionne dans son roman Les Enfants du capitaine Grant (partie 2, chapitre XI).